# Coleophora lutipennella
Coleophora lutipennella là một loài bướm đêm thuộc họ Coleophoridae. Nó được tìm thấy ở châu Âu.
Sải cánh dài 10–12 mm. Con trưởng thành bay từ tháng 7 đến tháng 8 tùy theo địa điểm.
Ấu trùng ăn sồi và cây birch.

## Hình ảnh

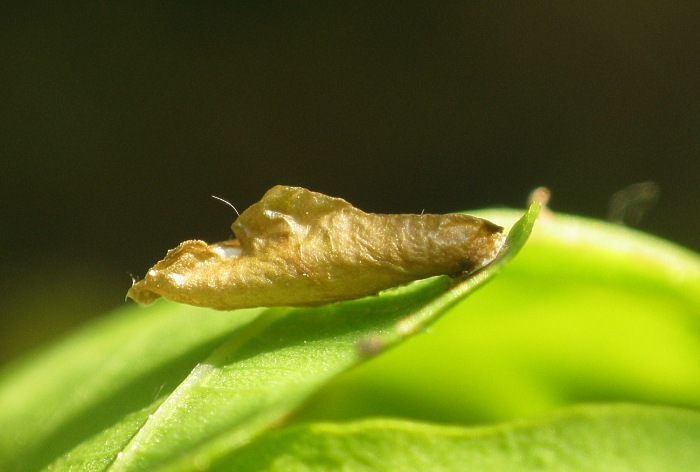